# Drake (Australia)
Drake – wieś w hrabstwie Tenterfield, w stanie Nowa Południowa Walia w Australii, położona ok. 800 km na północ od Sydney i ok. 44 km na wschód od Tenterfield. Powstała na początku lat 60. XIX wieku, co miało związek z odkryciem w okolicy złóż złota i miedzi. Obecnie miejscowość żyje głównie z turystyki, przemysłu drzewnego i rolnictwa. W jej administracyjnych granicach mieszka 409 osób (2006), z czego 131 żyje w domach tworzących zwartą zabudowę wsi, a reszta rozsiana jest po okolicznych farmach.